# Koiso Kuniaki
Koiso Kuniaki (小磯 國昭 (Tiểu Ki Quốc Chiêu)  22 tháng 3 năm 1880 – 3 tháng 11 năm 1950) là tướng lĩnh người Nhật của Lục quân Đế quốc Nhật Bản, Toàn quyền Triều Tiên và Thủ tướng Nhật Bản từ 22 tháng 7 năm 1944 đến 7 tháng 4 năm 1945.
Ông bị buộc tội về các tội ác chiến tranh và bị tuyên án chung thân.